# Parirokh Dadsetan
Parirokh Dadsetan (en farsi : پریرخ دادستان) est une psychologue iranienne née le 21 mars 1933 à Téhéran et morte le 13 novembre 2010 dans la même ville. Elle est la fondatrice de la psychologie moderne en Iran. Professeure de psychologie à l'université de Téhéran et à l'université islamique Azad, elle est surnommée « la mère de la psychologie iranienne ». Elle écrit des articles académiques en psychologie du développement et clinique. Elle enseigne entre autres, la psychologie du développement, la psychologie clinique de l'enfant, l'évaluation de la personnalité, le diagnostic et la psychologie criminelle.

## Biographie
Parirokh Dadsetan est l'arrière petite fille du prince Mahdi Qoli Mirza (en), née le 21 mars 1933 à Téhéran. Elle démarre son éducation à l'école primaire Khurshid en 1938 et poursuit sa scolarité au lycée Shahdekht à Téhéran où elle obtient son baccalauréat en 1949 alors qu'elle n'a que 16 ans et candidate et obtient une bourse d'études pour l'étranger. Un an plus tard, elle est la seule femme à partir étudier en Suisse, à Genève. Son parcours lors de ses études à l'Université de Genève est remarqué par le Professeur Jean Piaget, spécialisé en psychologie cognitive et du développement. Il accepte alors la direction de ses travaux. Piaget lui propose la direction du New York Cognitive Center mais Parirokh Dadsetan décline l'offre et rentre en Iran en 1960 après avoir obtenu son diplôme général de psychologie appliquée,,.
À son arrivée en Iran, Parirokh Dadsetan assure la direction du premier centre d'orientation professionnelle et académique. En 1975, à l'invitation du Docteur Ali Akbar Siassi (en), elle rejoint le département de psychologie de l'université de Téhéran. En 1980, Parirokh Dadsetan est promue professeure associée et directrice du département de psychologie de l'université de Téhéran puis professeure titulaire en 1986. Elle est l'autrice et éditrice de plus de 15 livres et 50 articles. 
Ses recherches concernent surtout la psychologie du développement. Dès 1984 elle développe une série de tests à l'université de Téhéran. 
De 1993 à 2010, Parirokh Dadsetan assure la direction du Bureau des études et de la recherche en sciences humaines de l'université islamique Azad. En 2002, elle fonde l'Iranian Psychologist Journal.
Parirokh Dadsetan meurt le 22 novembre 2010 des suites d'un cancer à l'âge de 77 ans à Téhéran[réf. nécessaire].

## Postérité
À l'occasion du deuxième anniversaire de son décès, un film documentaire sur ses œuvres et sa vie intitulé Vol Genève-Téhéran est réalisé par Mehran Firouzbakht. Il est suivi de la création du prix Dr Parirokh Dadsetan.

## Distinctions
- Lauréate 2013 du prix international Al-Khwârizmî (en)[9].
- Psychologie morbide de la transformation de l'enfance à l'adolescence sélectionné pour le livre de la 10e année de la République islamique d'Iran.
- Diabète : qualité de vie, perception de la maladie, styles d'attachement chez les personnes âgées est sélectionné pour le prix du livre de la troisième saison (hiver 2016)[10]-
- Troubles comportementaux et psychologiques des enfants  (persan : اختلالات رفتاری و روانی کودکان)sélectionné pour la 6ème édition du Chapter Book Award (été 2017)[réf. nécessaire].
- Enquête sur les troubles de la fonction sexuelle chez les patients atteints de troubles dépressifs sous traitement médicamenteux à Téhéran (Persan:بررسی میزان اختلالات عملکرد جنسی در بیماران مبتلا به اختلال افسردگی تحت دارودرمانی در شهر تهران) sélectionné pour le 8ème Prix du Livre de la Saison, hiver 2018[10].
- Évaluer le rôle des stratégies cognitivo-comportementales et des techniques d'entraînement à la relaxation sur la réduction de l'anxiété sexuelle des filles mariées pour la première publication (persan: بررسی نقش آموزش روش‌های شناختی رفتاری و آموزش آرامسازی بر کاهش اضطراب جنسی دختران) est sélectionné pour la 15e édition du prix. Carnet de saison (été 2009)[réf. nécessaire].
- Effet des sons musicaux sur la concentration et l'attention des élèves d'âge préscolaire atteints du trouble de déficit de l'attention/hyperactivité (TDAH) or Comment traiter le TDAH avec le son musical (persan : تاثیر اصوات موسیقی بر میزان تمرکز حواس و توجه به مبتلایان به اختلال بیش فعالی و نقص توجه) lauréat du 21e prix du livre de la saison (printemps 2011)[10].
- Dictionnaire complet des sciences cognitives, de la psychiatrie, des sciences du comportement et du contexte connexe (persan :فرهنگ جامع علوم شناختی روانشناسی روانپزشکی علوم رفتاری و علوم اعصاب)  sélectionné pour la cinquième édition du prix du livre premier pas du République islamique d'Iran (novembre 2010)[10].
- Les systèmes perceptifs de références et leurs relations avec les coordonnées de l'espace représentatif (Thèse de doctorat), Ambilly, Les Presses de Savoie, 1973 (1re éd. 1960) (SUDOC 007811349)

## Publications
- Parirokh Dadsetan, Richard S. Lazarus et Hamideh Jahangiri, Stress: Traitement et gestion, Editions Notre Savoir, 2022, 496 p. (ISBN 9786204462455 et 6204462458) traduit en plusieurs langues.
- Les systèmes perceptifs de références et leurs relations avec les coordonnées de l'espace représentatif | WorldCat.org, Ambilly, France, Les Presses de Savoie, 1973 (OCLC 53719828, SUDOC 007811349, présentation en ligne)Thèse effectuée sous la direction de Jean Piaget
- (en) , Scholars' Press (5 novembre 2020)., Parirokh Dadsetan et Hamideh Jahangiri, Encyclopedia of Psychological Testing, Assessment & Treatment Volume 1 (A-L), (ISBN 9786138931348, OCLC 1256582425, présentation en ligne)
- (en) Hamideh Jahangiri, Alireza Norouzi et Parirokh Dadsetan, Jahangiri's Psychology Dictionary English - Persian Edition ( Vol.1 ), Saarbrücken, LAP LAMBERT Academic Publishing, 2018 (ISBN 9786138207993, OCLC 1187237016, présentation en ligne).
- (en) Alireza Norouzi, Hamideh Jahangiri et Mahmoud Mansour, Dictionary of Psychology, Saarbrücken, LAP LAMBERT Academic Publishing,, 2019 (ISBN 9786139982769, OCLC 1189279569, présentation en ligne)
- (en) Michael Persinger, Parirokh Dadsetan et Hamideh Jahangiri, Encyclopedia of Psychological Testing, Assessment & Treatment Volume 2 (M-Z), KS Omniscriptum Publishing, 5 novembre 2020, 628 p. (ISBN 9786138931348).